# Erkki Osmonsalo
Erkki Kustaa Osmonsalo, född 9 augusti 1894 i Jorois, död 17 februari 1949 i Helsingfors, var en finländsk historiker.
Osmonsalo avlade filosofie doktorsexamen 1934. Han verkade 1923–1929 som läroverkslärare och undervisade 1933–1946 i samhälleliga ämnen vid Orivesi folkhögskola-folkakademi. Han blev 1939 docent i Finlands historia vid Helsingfors universitet och utnämndes 1948 till professor i politisk historia.
Som forskare koncentrerade sig Osmonsalo på Finlands adertonhundratalshistoria; hans huvudarbete på detta område är verket Suomen valloitus 1808, som behandlar det autonoma Finlands uppkomst mot bakgrunden av den allmänpolitiska utvecklingen.